# Euphorbia pisidica
Euphorbia pisidica là một loài thực vật có hoa trong họ Đại kích. Loài này được Hub.-Mor. & M.S.Khan mô tả khoa học đầu tiên năm 1964.